# Елеганција
Елеганција је лепота коју карактерише несвакидашња ефикасност и једноставност. Често се користи као мерило доброг укуса, поготово у домену визуелног дизајна, декорације, науке и математичке естетике. Елегантне ствари испољавају отменост, грациозност, достојанственост и пружају утисак зрелости.

## Суштина
Суштински чиниоци концепта укључују једноставност, приврженост дизајну, фокусирање на суштинске одлике објекта. Уметност, у свакој форми, изискује такође поносну грациозност и стилску лепоту.
Визуелни стимулуси се често сматрају елегантним уколико је употребљен мањи број боја, наглашавајући остале аспекте.

## У филозофији науке
У филозофији науке, постоје два концепта која се односе на два аспекта једноставности. Елеганција је условљена бројем и сложеношћу хипотеза. Окамовом оштрицом налаже се што мањи број претпоставки и постулата.

## У математици
Доказ математичке теореме може имати елемената математичке елеганције, уколико је изненађујуће једноставан, а ипак ефикасан и конструктиван. Слично томе, рачунарски програм или алгоритам може бити елегантан, уколико са мало кôда постиже велику ефикасност.

## У инжењерству
У инжењерству, решење се може сматрати елегантним уколико користи методе које нису очигледне, како би се дошло до веома простог и ефикасног решења. Елегантно решење може решити више проблема одједном, посебно проблеме за које се није сматрало да су повезани.

## У хемији
У хемији, хемичари могу потражити елеганцију у теорији и пракси, у техници и процедури. На пример, елеганција се може огледати у искоришћењу расположивих ресурса, у манипулацији материјалима и ефективности у синтези и анализи.

## У фармацији
У фармацији, елеганција у формули је важна, јер утиче на квалитет и ефективност дозе лека, једне од главних ставки у фармацији.

## Прочитати још
- „За Галаноса, елеганција је вечна”. Њујорк тајмс. 30. 8. 1988.